# Micrasema sprulesi
Micrasema sprulesi är en nattsländeart som beskrevs av Ross 1941. Micrasema sprulesi ingår i släktet Micrasema och familjen bäcknattsländor. Inga underarter finns listade i Catalogue of Life.